# Tubinellinae
Tubinellinae es una subfamilia de foraminíferos bentónicos de la familia Hauerinidae, de la superfamilia Milioloidea, del suborden Miliolina y del orden Miliolida. Su rango cronoestratigráfico abarca desde el Luteciense (Eoceno medio) hasta la Actualidad.

## Clasificación
Tubinellinae incluye a los siguientes géneros:
- Articularia †
- Articulina
- Dogielina †
- Ishamella
- Parrina
- Pavoninoides
- Poroarticulina
- Rectomassilina
- Tubinella

Otros géneros considerados en Tubinellinae son:
- Ceratoloculina, aceptado como Articulina
- Ceratospirulina, aceptado como Articulina
- Falsotubinella, aceptado como Tubinella
- Silvestria, aceptado como Parrina
- Tubinellina, aceptado como Tubinella